# Así habló Parra en El Mercurio
Así habló Parra en El Mercurio es un libro de entrevistas realizadas al poeta Nicanor Parra, seleccionadas y editadas por María Teresa Cárdenas, periodista chilena del diario El Mercurio. El libro se publicó en 2012 en la serie «Mercurio Aguilar» de la editorial chilena Aguilar.
El libro incluye material entre 1968 y 2008, conformado por extractos de entrevistas realizadas a Parra para El Mercurio y textos de otras fuentes, como cartas y declaraciones oficiales.

## Creación del libro
En enero de 2012, un mes después que Nicanor Parra obtuvo el Premio Cervantes, María Teresa Cárdenas y su equipo fueron a visitar al poeta a su casa en Las Cruces, para hablarle de la idea de recopilar extractos de sus entrevistas realizadas en años pasados para el periódico El Mercurio en un libro que desde un comienzo tuvo por nombre Así habló Parra en El Mercurio. La idea era además excluir las entrevistas en torno a su persona y las críticas a sus libros. Pese a que Parra no estaba aceptando entrevistas, debido a que en su opinión los periodistas solían desvirtuar sus dichos, se mostró interesado con la propuesta. En una segunda visita, tres semanas después, le presentaron un borrador con estructura ya definida, y para la tercera visita Parra aprobó su publicación.

## Estructura
| «Entrevistas. No más entrevistas. Me distorsionan todo lo que digo. Me distorsionan todo lo que digo!» —Artefacto de Nicanor Parra, epígrafe del libro. |

El libro inicia con una introducción firmada por la editora en marzo de 2012, en que se refiere a las reuniones con Parra para obtener su aprobación del proyecto, así como a aquella vez que el poeta fue engañado por la Casa Blanca para ser fotografiado con Pat Nixon, lo que le costó el quiebre de sus relaciones con Cuba y otras personas de la izquierda política.
Posteriormente, el contenido del libro está ordenado por orden cronológico descendente, de las declaraciones más nuevas a las más antiguas aportadas en conversaciones con distintos periodistas o académicos.

## Contenido
El contenido del libro es el siguiente:
| #       | Nota de El Mercurio                                                                             | Interlocutor/Entrevistador | Lugar de publicación       | Fecha                                                  |
| ------- | ----------------------------------------------------------------------------------------------- | -------------------------- | -------------------------- | ------------------------------------------------------ |
| [ n 1 ] | —                                                                                               | Aldo Schiappacasse         | «Deportes»                 | 06/10/2008                                             |
| 1       | Nicanor Parra y su difícil relación con el poder                                                | Carlos Peña                | «Cuerpo D, Reportajes»     | 10/06/2007                                             |
| 2       | Conversación con Nicanor Parra. Preguntas a la hora del té                                      | Cecilia García-Huidobro    | Revista de Libros          | 01/10/2006                                             |
| 3       | Nicanor Parra: «No hay que dejarse tragar por el discurso cuico»                                | Macarena García            | «Cuerpo E, Artes y Letras» | 09/07/2006                                             |
| [ n 1 ] | —                                                                                               | Francisco Véjar            | «Cuerpo E, Artes y Letras» | 04/09/2005                                             |
| 4       | Nicanor Parra en sus cuarteles de invierno                                                      | María Teresa Cárdenas      | Revista de Libros          | 09/01/2004                                             |
| 5       | Nicanor Parra: «Queda Parra parra un ratito no más»                                             | Rodrigo Barría Reyes       | «Cuerpo D, Reportajes»     | 24/06/2001                                             |
| 6       | Nicanor Parra recuerda a su hermano Roberto                                                     | Nicanor Parra              | Revista de Libros          | 07/05/1995 Firmado en: 23/04/1995                      |
| 7       | Arriba los corazones                                                                            | Nicanor Parra              | Revista de Libros          | 02/10/1994                                             |
| 8       | Nicanor Parra: «Parresía: Hablar francamente pan pan vino vino»                                 | María Teresa Cárdenas      | Revista de Libros          | 04/09/1994                                             |
| 9       | Nicanor Parra: «Incluido el que habla, nadie sabe quién es Violeta Parra»                       | María Teresa Cárdenas      | Revista de Libros          | 02/05/1993                                             |
| 10      | «Solo para morir hemos nacido»                                                                  | Nicanor Parra              | Revista de Libros          | 04/10/1992 Firmado en 1992                             |
| [ n 1 ] | Homenaje de Nicanor Parra a su amigo Carlos Ruiz-Tagle                                          | Nicanor Parra              | —                          | Firmado en 1991                                        |
| 11      | Nicanor Parra: «Para Rulfo, los muertos son iguales a los vivos»                                | María Ester Roblero        | Revista de Libros          | 08/12/1991                                             |
| [ n 1 ] | —                                                                                               | Olga Araya Céspedes        | Revista Ya                 | 05/11/1991                                             |
| 12      | Nicanor Parra: «Yo prefiero seguir buscándole el cuesco a la breva»                             | Ana María Larraín          | Revista de Libros          | 07/07/1991                                             |
| [ n 1 ] | —                                                                                               | —                          | «Espectáculos»             | 27/03/1991                                             |
| 13      | Nicanor Parra: «& Remember: hacéis mal en sacarme de mi tumba»                                  | Ana María Larraín          | Revista de Libros          | 23/09/1990                                             |
| 14      | Nicanor Parra: «La verdadera seriedad es cómica»                                                | Cecilia Valdés Urrutia     | «Cuerpo E, Artes y Letras» | 09/04/1989                                             |
| 15      | Nicanor Parra se convierte al ecologismo                                                        | Malú Sierra                | Revista del Domingo        | 19/09/1982                                             |
| 16      | Otro Nicanor Parra ha nacido                                                                    | Malú Sierra                | Revista del Domingo        | 12/09/1982                                             |
| 17      | El Averiguador Particular                                                                       | Nicanor Parra              | —                          | 19/07/1981 05/07/1981 21/06/1981 14/06/1981 07/06/1981 |
| 18      | Carta abierta a su excelencia el presidente de la SECh                                          | Nicanor Parra              | «Nacional»                 | 05/07/1970                                             |
| 19      | Antipoeta Nicanor Parra: «Apruebo la revolución cubana, pero como escritor reclamo la libertad» | Silvia Pinto               | «Nacional»                 | 14/06/1970                                             |
| 20      | Nicanor Parra: Premio Nacional de Literatura                                                    | —                          | «Nacional»                 | 17/09/1969                                             |
| 21      | Renuncia del profesor Parra                                                                     | —                          | «Nacional»                 | 30/05/1968                                             |